# Università del Vermont
La University of Vermont and State Agricultural College, più comunemente nota come University of Vermont, è un'università pubblica e, dopo il 1862, un'università finanziata dallo stato del Vermont secondo il Morrill Land-Grant Colleges Act. L'università è nota come "UVM", un'abbreviazione del suo nome latino: Universitas Viridis Montis (Università della Montagna Verde). La UVM fu tra le prime otto Public Ivies.
Fondata nel 1791, la UVM è tra i più antichi college degli Stati Uniti e il quinto college istituito nel New England.
Il campus universitario (1,83km²) è situato a Burlington. Il campus include la storico University Green, il Dudley H. Davis Center (il primo centro per studenti della nazione a ricevere il U.S. Green Building Council LEED Gold certification), il Museo d'Arte Fleming e il complesso sportivo Gutterson/Patrick, casa delle squadre d'atletica di Prima Divisione della UVM. Il più grande complesso ospedaliero del Vermont, Fletcher Allen Healt Care, ha la sua principale struttura adiacente al campus della UVM ed è associato al college di medicina dell'università.